# Partito Civico Magiaro
Il Partito Civico Magiaro, sigla PCM (in ungherese Magyar Polgári Párt, sigla MPP, in rumeno Partidul Civic Maghiar), è un partito politico rumeno, fondato nel 2001 come Unione Civica Magiara (Uniunea Civică Maghiară), e registrato formalmente il 14 marzo 2008. Era conosciuto anche come Unione Civica Magiara.
È un partito di destra che ha come obbiettivo la difesa dei diritti della popolazione magiara presente in Romania e di attuare un programma di autonomia maggiore della Terra dei Siculi (i Siculi sono un gruppo etnico di etnia magiara che in Romania risiedono nei distretti di Harghita, Covasna e Mureș).
Si contrappone all'altro più rappresentativo partito rumeno che difende i diritti della minoranza magiara in Romania, l'Unione Democratica Magiara di Romania. Entrambi hanno le stesse intenzioni di autonomia dei territori a maggioranza magiara anche se il PCM è più garantista verso le popolazioni rumene minoritarie e descrive l'UDCM come il partito più corrotto della Romania.
Il presidente della formazione è stato Jenõ Szász, sindaco per due mandati del municipio di Odorheiu Secuiesc con il 51,5% dei voti. Alle elezioni amministrative del 2004, come Unione Civica Magiara, ha partecipato in coalizione col partito Azione Popolare. Non ha potuto presentarsi autonomamente poiché le firme necessarie alla registrazione sono state dichiarate non valide, secondo il partito per manomissione del più influente UDMR.
Al 2021 il Partito Civico Magiaro conta un totale di 6 eletti nei consigli distrettuali, 13 sindaci e 158 consiglieri locali.
Per le elezioni parlamentari del 2008 il PCM ha proposto un'alleanza con l'UDCM per riuscire ad abbattere lo sbarramento del 5% che potrebbe portare ad avere un rappresentante di questi movimenti magiari in parlamento, ma questo non è avvenuto.

## Collaborazione con l'UDMR
Nel 2014 il Partito Civico Magiaro firmò un accordo di collaborazione con l'UDMR per un sostegno congiunto alla minoranza ungherese.
Per le elezioni europee del 2019 il Partito Civico Magiaro non riuscì a creare una lista congiunta con l'UDMR. Il presidente del MPP esortò i simpatizzanti del partito a votare in modo da garantire "una rappresentazione ungherese più forte" nel Parlamento europeo.